# Lubor Blažek
Lubor Blažek (Praga, 28 febbraio 1954) è un allenatore di pallacanestro ceco.

## Carriera
Ha guidato la Repubblica Ceca femminile ai Mondiali 2010, agli Europei 2011 e ai Giochi della XXX Olimpiade del 2012.